# Szrenica
Szrenica (en allemand : Reifträger) est une montagne située près de Szklarska Poręba dans la voïvodie de Basse-Silésie, dans le sud-ouest de la Pologne.
La montagne culmine à une altitude de 1 361 mètres.
Une station de ski de taille moyenne a été développée sur les pentes de la montagne. La station propose l'un des trois plus importants domaines skiables de Pologne, et le plus vaste situé sur le versant polonais des Monts des Géants.
Le domaine, peu varié, est réparti de part et d'autre de deux télésièges de conception archaïque et très lents. Le télésiège 1 place Szrenica I dessert depuis le cœur de la station une unique piste de difficulté bleue très peu pentue, tandis que le télésiège 2 places Szrenica II dessert la majorité du domaine. Une piste de difficulté noire permet notamment de redescendre du sommet, mais l'absence d'entretien estival réel de la piste la rend difficilement praticable lorsque le niveau d'enneigement est faible. Le petit domaine de Hala Szrenicka est excentré et est - mal - relié au reste du domaine par des routes enneigées.
La station - quoique relativement mal organisée pour accueillir les vacanciers si on la compare à ses voisines de République tchèque - est très fréquentée, essentiellement par des vacanciers d'origine polonaise.